# 埃普莱西耶
埃普莱西耶（法語：Éplessier，法語發音：[eplɛsje]）是法国上法蘭西大區索姆省的一个市镇，属于亚眠区。

## 地理
埃普莱西耶（49°46'59"N, 1°57'25"E）面积14.09 平方千米，位于法国上法蘭西大區索姆省，该省份为法国北部沿海省份，北起加来海峡省和北部省，西接滨海塞纳省和大西洋英吉利海峡，南至瓦兹省，东临埃纳省。
与埃普莱西耶接壤的市镇（或旧市镇、城区）包括：科利耶尔、克鲁瓦罗、拉沙佩勒、梅尼厄、皮卡第地区普瓦、圣塞格雷、索尔舒瓦苏普瓦、蒂约卢瓦拉拜。

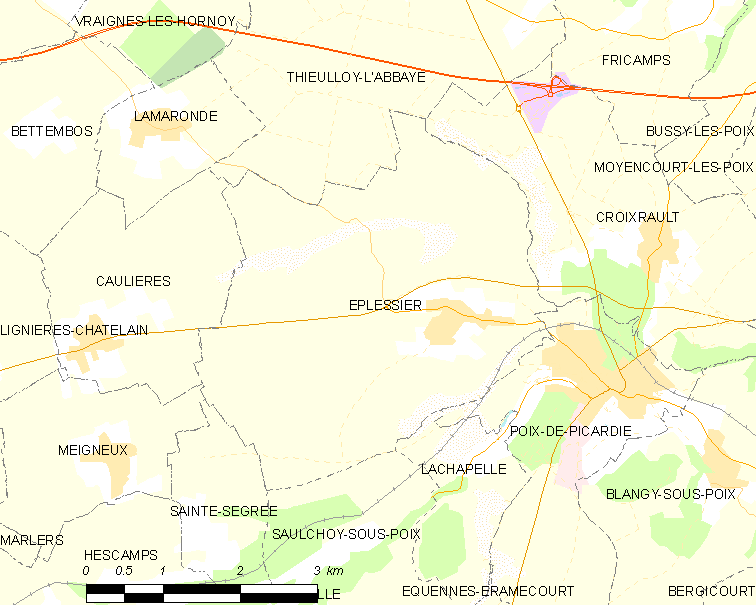
埃普莱西耶的OSM定位图

埃普莱西耶的时区为UTC+01:00、UTC+02:00（夏令时）。

## 行政
埃普莱西耶的邮政编码为80290，INSEE市镇编码为80273。

## 政治
埃普莱西耶所属的省级选区为皮卡第地区普瓦县。

## 人口

1962-2008年间埃普莱西耶人口变化图示

埃普莱西耶于2022年1月1日时的人口数量为342人。